# Élections législatives de 2014 en république de Crimée
Les élections législatives de 2014 en Crimée ont lieu le 14 septembre 2014 en république de Crimée afin d'élire les membres de son assemblée, le Conseil d'État. Il s'agit de la première élection depuis l'annexion de la Crimée à la Russie. Le parti Russie unie remporte largement les élections.

## Système électoral
Le Conseil d'État de la république de Crimée est composé d'un total de 75 sièges renouvelés tous les cinq ans, dont 25 sièges pourvus au scrutin uninominal majoritaire à un tour dans autant de circonscriptions électorales, et 50 sièges au scrutin proportionnel plurinominal avec un seuil électoral de 5 %.
L'assemblée élue procède par la suite à l'élection du gouverneur de Crimée.
Le 9 septembre 2014, le chef de la République de Crimée, Sergei Aksyonov, a déclaré que les résidents de Crimée qui ne recevaient pas de passeports des citoyens de la fédération de Russie pourraient utiliser des passeports ukrainiens lors des élections, à condition qu'ils soient enregistrés localement. 

## Résultats
|                          |                                        |                 |                 |                 |        |              |  |  |  |  |  |  |  |  |
| Parti                    | Parti                                  | Proportionnelle | Proportionnelle | Proportionnelle | UM1    | Total Sièges |  |  |  |  |  |  |  |  |
| Parti                    | Parti                                  | Voix            | %               | Sièges          | Sièges | Total Sièges |  |  |  |  |  |  |  |  |
|                          | Russie unie                            | 515 926         | 70,18           | 45              | 25     | 70           |  |  |  |  |  |  |  |  |
|                          | Parti libéral-démocrate                | 62 380          | 8,49            | 5               | 0      | 5            |  |  |  |  |  |  |  |  |
|                          | Parti communiste                       | 32 952          | 4,48            | 0               | 0      | 0            |  |  |  |  |  |  |  |  |
|                          | Rodina                                 | 19 479          | 2,65            | 0               | 0      | 0            |  |  |  |  |  |  |  |  |
|                          | Communistes de Russie                  | 15 480          | 2,11            | 0               | 0      | 0            |  |  |  |  |  |  |  |  |
|                          | Parti russe des retraités              | 14 220          | 1,93            | 0               | 0      | 0            |  |  |  |  |  |  |  |  |
|                          | Russie juste                           | 13 546          | 1,84            | 0               | 0      | 0            |  |  |  |  |  |  |  |  |
|                          | Parti démocratique de Russie           | 9 723           | 1,32            | 0               | 0      | 0            |  |  |  |  |  |  |  |  |
|                          | Patriotes de Russie                    | 8 634           | 1,17            | 0               | 0      | 0            |  |  |  |  |  |  |  |  |
|                          | Parti communiste de la justice sociale | 6 199           | 0,84            | 0               | 0      | 0            |  |  |  |  |  |  |  |  |
|                          | Parti vert                             | 5 872           | 0,80            | 0               | 0      | 0            |  |  |  |  |  |  |  |  |
|                          | Parti des anciens combattants          | 4 645           | 0,63            | 0               | 0      | 0            |  |  |  |  |  |  |  |  |
|                          | Votes blancs et nuls                   | 26 146          | 3,55            |                 |        |              |  |  |  |  |  |  |  |  |
|                          |                                        |                 |                 |                 |        |              |  |  |  |  |  |  |  |  |
| Votes valides            | Votes valides                          | 709 056         | 96,45           |                 |        |              |  |  |  |  |  |  |  |  |
| Votes blancs et nuls     | Votes blancs et nuls                   | 26 146          | 3,55            |                 |        |              |  |  |  |  |  |  |  |  |
| Total                    | Total                                  | 735 202         | 100             | 50              | 25     | 75           |  |  |  |  |  |  |  |  |
| Abstentions              | Abstentions                            | 637 453         | 46,44           |                 |        |              |  |  |  |  |  |  |  |  |
| Inscrits / participation | Inscrits / participation               | 1 372 655       | 53,56           |                 |        |              |  |  |  |  |  |  |  |  |

## Suites
Les législatives sont suivies le 9 octobre de l'élection par l'assemblée du chef de la République de Crimée. Sergueï Aksionov est élu à l'unanimité pour un mandat de cinq ans.